# Архитектура Албаније
Архитектура Албаније је одраз историјског и културног наслеђа Албаније. На архитектуру земље утицала је њена локација у медитеранском басену и напредовала је током историје јер су је некада насељавале бројне цивилизације, укључујући Илире, старе Грке, Римљане, Византинце, Млечане, Османлије, као и модерне Аустро-Угаре и Италијане. Поред тога, мисионари, освајачи, колонизатори и трговци донели су културне промене које су имале велики утицај на стилове градње као и на технике.
Током класичне антике, градови и места у Албанији су еволуирали из унутрашњости замка да би укључили станове, верске и комерцијалне објекте, са сталним редизајнирањем градских тргова и еволуцијом грађевинских техника. Иако постоје праисторијске и класичне грађевине у земљи, што заправо почиње конструкцијама Илира и старих Грка, као што су Билис, Амантија, Феница, Аполонија, Бутринт и Скадар . Са проширењем Римског царства на Балкану, импресивна римска архитектура је изграђена широм земље, док је најбољи пример у Драчу, Тирани и Бутринту .
Након пада Западног римског царства, Албанија је постала саставни део Византијског царства . Они су оставили у наслеђе, највидљивије у градовима и околини Корче, Берата, Воскопоја и Ђирокастре, у виду замкова, цркава и манастира са грандиозним богатством видљивих мурала и фресака . Земља такође има много сачуваних споменика из отоманског периода. Они су оставили траг у многим џамијама и другим зградама које су изградили, што је допринело да Берат и Ђирокастер постану УНЕСКО светску баштину.
У 18. и 19. веку, албански средњовековни градови су доживели урбане трансформације од стране разних аустроугарских и италијанских архитеката, дајући им изглед западноевропских градова; ово се посебно може видети у Тирани и Корчи. Увели су архитектонске стилове као што су историзам, сецесија, неоренесанса и неокласицизам .
Након успостављања комунизма у Албанији, социјалистичка идеологија је радикално променила развој архитектуре земље, а бројни историјски и сакрални објекти широм Албаније су срушени. Изграђени су многи комплекси у социјалистичком стилу, широки путеви и фабрике, док су тргови у већим градовима преуређени.
Листа светске баштине Организације Уједињених нација за образовање, науку и културу (УНЕСЦО) тренутно укључује два локалитета у Албанији. Ови локалитети укључују историјске центре Берат и Гјирокастер и Бутринт . Амфитеатар у Драчу, краљевске илирске гробнице Селче Поштме, археолошко налазиште Аполоније и замак Баштова су уписани на пробну листу земље.
Очување и заштита споменика културног и историјског наслеђа у Албанији поверено је Институту за споменике Албаније, који је 2. јула 1965. године основало Министарство културе.

## Преглед
Албанија је медитеранска држава, која се налази источно од Италије, преко Јадранског мора . Иако држава заузима југозападни део Балканског полуострва, граничи се са Црном Гором на северозападу, Косовом на североистоку, Северном Македонијом на истоку и Грчком на југу и југоистоку. Има разнолику и контрастну топографију са високим планинама, стеновитим обалама, обалним мочварама, пешчаним плажама, стрмим кањонима и клисурама и острвима разних облика и величина.
У погледу топографије, земља обухвата приморске равнице на западу до Албанских Алпа на северу, Шар планине на североистоку, Скендербегове планине у центру, Кораб на истоку, Пиндус на југоистоку и Цераунијске планине на југозападу дуж албанске ривијере и обале Јонског мора .
Земља има углавном медитеранску климу са континенталним утицајима. То значи да климу карактеришу благе зиме и топла, сува лета. Најтоплије области у земљи су дуж запада, где на климу дубоко утиче Средоземно море . Најхладнији делови земље су на северу и истоку, где преовладава снежна шумовита клима.
Током гвозденог доба Албанија је првобитно била дом Илира и старих Грка . Након векова, касније су га освојили и окупирали Византинци, Млечани и Османлије . Појава јединствене албанске државе датира од успостављања кнежевине Арбер 1190. године нове ере.

## Периоди

### Антика
Почеци архитектуре у Албанији датирају из средњег неолита, откривањем праисторијских настамби у Дунавцу и Малићу. Изграђене су на дрвеној платформи која је ослоњена на кочеве забодене окомито у земљу. Праисторијска настамба у Албанији састоје се од три типа, као што су куће затворене или потпуно на земљи или напола под земљом, обе пронађене у Чакрану код Фиера и куће изграђене изнад земље.
Током бронзаног доба, Илири и Стари Грци су почели да се организују на територији Албаније. Илири су били етничка група са изразитом културом и уметношћу, док се верује да су Албанци потомци Илира, али нема довољно доказа да би се дошло до закључка. Градови унутар Илирије углавном су изграђени на врховима високих планина окружених јако утврђеним зидовима. Даље, историја Албаније није била благонаклона према илирским архитектонским споменицима. Још увек је сачувано неколико споменика из Илира као што су Амантија, Антигонија, Билис, Розафа, Љеш и Селча е Поштме .
Након Илирских ратова, архитектура у Албанији се значајно развила у 2. веку пре нове ере доласком Римљана . Освојена насеља и села као што су Аполонија, Бутринт, Билис, Дирахијум и Хадријанополис су значајно модернизована по римским узорима, изградњом форума, путева, позоришта, шеталишта, храмова, аквадукта и других друштвених објеката. Период обележава и изградњу стадиона и терми које су биле од друштвеног значаја као места окупљања.
Претходно насељен разним илирским и старогрчким племенима, Бутринт је постао протекторат, а потом и колонија. Данас показује висок ниво римске урбанизације, док је међу најбоље очуваним остацима римског наслеђа у Албанији. Оставили су његово наслеђе у виду градских зидина, аквадукта, форума, базилика, крстионица, терми, амфитеатра и кућа за средњу класу, као и двора са централним двориштима који су били украшени разним мозаицима и муралима.
Дирахијум је напредовао током римског периода и постао протекторат након Илирских ратова. Амфитеатар у Драчу, који су изградили Римљани, био је у то време највећи амфитеатар на Балканском полуострву . То је једини римски споменик који је опстао до данас.
Виа Егнатиа, коју је изградио римски сенатор Гнеус Егнатијус, функционисала је два миленијума као вишенаменски аутопут, који је некада повезивао градове Драч на Јадранском мору на западу са Цариградом на Мраморном мору на истоку. Даље, рута је римским колонијама на Балкану омогућила директну везу са Римом.

### Средњи век
Средњовековни градови у Албанији су класификовани према два критеријума:
- Градови повезани са утврђењима, као што су Берат и Ђирокастра
- Градови који леже на равним или стрмим теренима као што су Тирана, Каваја и Елбасан.

Током средњег века развили су се различити архитектонски стилови у облику стамбених, одбрамбених, богослужења и инжењерских објеката. Када се Римско царство поделило на источно и западно, Албанија је остала под Источним римским царством . У том смислу, архитектура је била под снажним утицајем Византинаца . У том периоду подигнуто је много обимних цркава и манастира углавном у центру и југу земље.
Међутим, неке наслеђене историјске структуре оштећене су инвазијом отоманских снага. У 13. и 14. веку, консолидацијом албанских феудалних кнежевина настала је Вароша, или насеља ван градских зидина. Примери таквог развоја су Арберешке кнежевине са средиштем у Петреле, Крује и Ђирокастра које потичу из феудалног замка. У 15. веку велика пажња посвећена је заштитним објектима као што су утврђења замка Лежа, Петрела, Девол, Бутринт и Скадар . Више реконструкција је извршено у стратешким тачкама као што су замак Елбасан, Преза, Тепелена и Валона, од којих је ова последња најважнија на обали. У 18. и 19. веку, велики пашалици тог периода као што су породица Бушати, Ахмет Курт паша и Али паше Тепелена реконструисали су неколико утврђења као што су замак Скадар, Берат и Тепелена. Али Паше Тепелена је кренуо у велику кампању изградње замка широм Епира.
Током средњовековног периода, џамије у Албанији спадале су у две категорије: оне са куполом и оне са кровом покривеном двораном. Ове последње су усвојене одмах након отоманске инвазије, трансформацијом постојећих цркава у Скадру, Крују, Берату, Елбасану и Канини. На пример, Оловна џамија коју је изградио Мустафа-паша Бушати у Скадру подсећа на типичну истанбулску џамију.
С друге стране, хришћанске верске структуре су наследиле многе карактеристике од својих палеохришћанских претходника. Између 16. и 19. века изграђен је низ малих објеката за хришћане једноставног распореда попут Воскопојске базилике, манастира Арденица и цркве Светог Николе у Воскопоји. Овај други је један од највреднијих архитектонских споменика у Албанији. Његови унутрашњи зидови су прекривени сликама познатог сликара Давида Селенице и браће Константина и Атанасија Зографи.

### Модерно доба
Током 18. века, силуета града у Албанији почела је да укључује богомоље и Сахат кулу. Ове, заједно са другим друштвеним структурама као што су терме, фонтане и медресе, додатно су обогатиле центар града и његове четврти.
У 17. веку чаршија настаје као производни и разменски центар, док се град шири изван замка, који потпуно губи функцију и становнике. Током овог периода, Скадар и Корча постају важни трговачки и занатски центри.
Прва половина 20. века почиње аустроугарском окупацијом, наставља се владом Фан Нолија, краљевством краља Зога, а завршава се инвазијом Италије. За то време, албански средњовековни градови су доживели урбане трансформације аустроугарских архитеката, дајући им изглед европских градова.
Центар Тиране био је пројекат Флорестана Ди Фауста и Арманда Брасинија, познатих архитеката из периода Бенита Мусолинија у Италији. Брасини је поставио основу за модерно уређење министарских зграда у центру града.
План је претрпео ревизије албанског архитекте Ешрефа Фрашерија, италијанског архитекте Кастеланија и аустријских архитеката Вајса и Колера. Уобличен је правоугаони систем паралелних путева округа Тирана е Ре, док је северни део главног Булевара отворен. Ови урбанистички планови су чинили основу будућег развоја Албаније после Другог светског рата .
Од 1944. до 1991. градови су доживели уређен развој са падом архитектонског квалитета. Изграђени су масивни стамбени комплекси у социјалистичком стилу, широки путеви и фабрике, док су градски тргови редизајнирани, а један број историјских зграда срушен.
Период након пада комунизма често се негативно описује у смислу урбаног развоја. Киосци и стамбене зграде почели су да заузимају некадашње јавне површине без планирања, док су се неформални окрузи формирали око градова од унутрашњих миграната који су напуштали удаљена рурална подручја у западну низију. Смањење урбаног простора и повећана саобраћајна гужва постали су велики проблеми као резултат недостатка планирања. Као део Реформе административне поделе 2014. године, сви градски центри у Албанији се физички редизајнирају, а фасаде фарбају тако да одражавају више медитерански изглед.
Иако је много тога постигнуто, критичари тврде да не постоји јасна визија о будућности Тиране. Неки од горућих проблема са којима се Тирана суочава су губитак јавног простора због нелегалне и хаотичне градње, неасфалтирани путеви у приградским подручјима, деградација Тиранинског вештачког језера, санација Скендербеговог трга, стално присутан смог, изградња централне аутобуске станице и недостатак јавног паркинг простора. Будући планови укључују изградњу мултимодалне станице у Тирани и трамвајске линије, рехабилитацију подручја реке Тиране, изградњу новог булевара дуж бивше железничке станице у Тирани и завршетак Великог кружног пута.

## Градови

### Берат
Берат, иначе познат као град хиљаду прозора, је мали град у јужној Албанији. Архитектура Берата је разнолика и обухвата наслеђе Илира и старих Грка, али и разних народа и царстава која су раније владала градом, између осталих Византинаца и Османлија . Ипак, градски пејзаж је посебно утиснут архитектонским стилом Османлија и може се похвалити богатством структура од изузетног историјског и архитектонског интереса. Ово је довело до тога да град постане УНЕСКО светска баштина.
Град је одвојен у три дела као што су стамбени кварт у оквиру тврђаве или познат као Калаја, Мангалем и Горица. Сматра се да је Калаја пронађена у антици јер је била насеље илирског племена Десарета . Касније је био познат као Антипатреја када су Римљани освојили град и назвали га Албанорум Оппидум. Током векова био је предмет бројних освајања Византинаца и Османлија.
Калаја је добро очувана и састоји се од бројних кућа, од којих је већина зидана од камена. Бројне цркве са изванредно украшеним иконама и муралима и даље су преживеле, укључујући цркву Свете Тројице и цркву Свете Марије од Влахерне. Исламска архитектура је представљена рушевинама Црвене џамије и Беле џамије. Вреди видети и цистерну коју су изградили Римљани. Истакнути Музеј икона Онуфрија такође се налази у оквиру замка и приказује дела Онуфрија и других важних албанских сликара.
Куће у оквиру кварта Мангалем подигнуте су уз стрмо брдо према насељу Горица. Фасаде окренуте ка долини имају карактеристично превисоке прозоре. Стога Берат своју титулу дугује округу, „граду од хиљаду прозора“. Постоје три отоманске џамије које укључују Краљеву џамију, Оловну џамију и посебно Џамија нежења. Халвети Теке стоји иза Краљеве џамије и обухвата импресиван резбарени плафон.
Горица је дуго била само преко Горичког моста повезана са остатком Берата. Један је од најпопуларнијих османских мостова у Албанији који је саградио Ахмед Курт-паша 1780. године. Манастир Светог Спиридона је још једна истакнута атракција због свог дивног поствизантијског стила .

### Корча
Архитектуру Корче карактеришу виле и стамбене зграде, калдрмисане улице и широки булевари са бројним кафићима и ресторанима. Постоји архитектонска мешавина, због бурне историје, стилова сецесије, неокласицизма и отоманског стила. Италијански и француски утицаји су се појачали након почетка деветнаестог и двадесетог века. Модернизујући своју инфраструктуру кроз векове, град је сачувао део своје историје у својим улицама и фасадама.
Град је био важан трговачки и привредни центар током осамнаестог века. Током османске владавине, Стара чаршија се брзо развијала и постала главни градски центар трговине. Иако су базари били типични отомански трговачки комплекси развијени су у градовима Албаније и другде на Балкану . У оквиру чаршије преовлађује османска архитектура, док су недавне реконструкције довеле до примене елемената специфичних за модерну архитектуру .
Саборна црква Васкрсења се налази у центру северно од Булевара Републике. То је једна од највећих православних катедрала у Албанији, као и један од симбола града и примарних туристичких атракција. Катедрала је тробродна грађевина и припада византијском стилу . Благо уздигнута на естради и састоји се углавном од крем-белог до боје слоноваче камења и црвене цигле. Унутрашњи зидови и куполе украшени су иконама и фрескама .
Џамија Мирахори подигнута је 1484. године, а основао ју је Иљаз бег Мирахор. Минарет и купола зграде оштећени су у земљотресу и недавно су обновљени. Састоји се од белих кречњачких блокова који леже на слојевима црвене цигле. То је само један од ретких споменика османског периода у граду и околини.

## Света архитектура

### Цркве
Хришћанство има дугу и непрекидну историју у Албанији и уведено је још у време Апостола . Сакралне грађевине, као што су цркве, базилике, крстионице, почеле су да се појављују после римске инвазије на Илирију . Ранохришћански архитектонски стил развио се у Албанији између 4. и 6. века. Како је Римско царство падало на исток и запад, Источно римско царство је одржало римске архитектонске елементе у животу и постало је популарно због својих мало равнијих купола и богатије употребе мурала и икона уместо статуа.
Крстионица са базиликом Бутринт, подигнута у 6. веку, спада међу најзначајније ранохришћанске грађевине на Балканском полуострву . То је поред Аја Софије у Истанбулу, једна од највећих крстионица на Медитерану. Најзначајнија карактеристика је његов импресиван мозаички под, који илуструје иконографију која се односи и на хришћанство и на аристократски живот.
Црква Успења Пресвете Богородице у Лабове е Крикит један је од највећих преживелих примера византијске архитектуре у земљи. Унутрашњост је украшена разним мозаицима и фрескама и облогама велике уметничке вредности. То је типично византијска црква са високом централном куполом са наосом и бродовима распоређеним у крстообразном плану.
Црква Светог Антонија у Драчу је још један важан пример византијске архитектуре. Изграђена је на рту Родон, у непосредној близини Јадранског мора. Објекат је изграђен у 14. веку и налази се у близини замка Родони, који је саградио Скендербег .
Манастир Арденица подигнут је 1282. године након победе над Анжуванцима у опсади Берата . То је место где је 1451. године прослављена свадба Скендербега са Андроником Аријанити . Манастир је импозантан представник византијске архитектуре са много романичких обележја .
Историја Албаније није била благонаклона према ранохришћанским архитектонским споменицима. Раштркани по целој земљи, још увек постоје грађевине и остаци цркава и манастира из тог периода, као што су црква Свете Тројице у Берату, црква манастира Светог Николе у Месопотаму, црква Свете Марије у Малиграду, црква Свете Марије Влахернске у Берату, палеохришћанска и византијска црква у Лину .
Истакнуте катедрале у земљи су Катедрала у Скадру, Катедрала Васкрсења у Корчи, Катедрала Светог Павла у Тирани и Катедрала Светог Стефана у Скадру . Саборна црква Васкрсења у Тирани је трећа по величини православна катедрала у Европи.

### Џамије
До касног петнаестог века, Османско царство је проширило своју територију и освојило већи део Балканског полуострва . У шеснаестом и седамнаестом веку ислам је постао доминантна религија у Албанији. Као и са хришћанством пре њега, нова религија је уведена након отоманске окупације Албаније . Страни утицаји који су пратили Албанију, апсорбовани су и реинтерпретирани уз екстензивну изградњу џамија широм земље.
Комбинације цигле и камена биле су веома честе у османској архитектури, док је цигла коришћена углавном за лукове, куполе и сводове. Даље, најкарактеристичнија карактеристика ових џамија је доминација куполе, полукружног равног профила, која је покривала значајан дио молитвене сале у оквиру џамије. Елеганција различитих исламских елемената уклопљена је и прилагођена у зграде и дизајн ентеријера као што су употреба плочица, геометријски дизајн, цветни мотиви и мурали.
За разлику од дугог присуства Османлија у Албанији и на Балкану, сачувано је само неколико значајнијих џамија из овог периода, расутих посебно у центру и југу Албаније. Једна од тих џамија укључује и џамију Мирахори коју је 1495. године изградио Имрахор Иљас бег у Корчи. То је једина постојећа османска џамија у граду и околном округу .
Ет'хем-бегова џамија у Тирани важан је представник отоманског наслеђа у земљи. Изградња џамије почела је крајем 18. века, а завршена је у 19. веку. Његове најистакнутије карактеристике су фреске унутар џамије са приказом дрвећа, водопада и мостова.
Нежења џамија се налази у доњем делу кварта Мангалем у Берату, који је уписан на Унескову светску баштину . Као и већина других џамија у граду, Момачка џамија је 1961. године проглашена за споменик културе Албаније 
Оловна џамија у Скадру, коју је саградио паша Мехмед Бушати 1773. године, једина је преостала зграда у граду коју су изградили Османлије. Име је добио јер су све његове куполе биле прекривене оловом. Џамија се налази у подножју планине Розафа на ливади уз Дрин . Престао је да се користи након велике поплаве 1865. године, која је однела тај део града.
У Берату, Оловна џамија, чија је најкарактеристичнија карактеристика оловна купола, спада међу најбоље очуване отоманске грађевине у Албанији. Изграђен је током 16. века, када је Берат постао важан административни и верски центар у оквиру Османског царства.
Чаршијска џамија у Ђирокастре је саграђена у 18. веку на брду у близини трговачког насеља у том периоду, базара, у близини тврђаве Ђирокастре . Иако су већи део града и џамије били изграђени са тријемом .

### Текије
Како је Отоманско царство увело ислам, Бекташки ред се проширио по Балкану и посебно је ојачао у Албанији. Текије су биле центри исламског мистицизма и теолошки су представљали популарну алтернативу нормативном исламу. Архитектура текија је обично једноставна и артикулисана куполом, луком, двориштем, порталом, гробом и централним холом.
Халвети Теке је саградио Албанац Ахмет Курт паша у 18. веку у Берату . Реч је о квадратном здању, које се састоји од правоугаоне просторије за молитву, мање просторије за посебне верске службе, импресивног портала који претходи улазу и турбета . Зидови унутар објекта су украшени разним фрескама и муралима .
Изграђена 1770. године, Долма Теке се налази у оквиру утврђења Крује и укључује турбе и хамам . Равна купола почива на ниском осмоугаоном толобату . Њени унутрашњи зидови су богато украшени и осликани муралима и списима.

## Секуларна архитектура

### Дворци
Живописни пејзажи Албаније прошарани су замковима, тврђавама и цитаделама свих облика и величина. Раније су углавном биле дефинисане њиховом практичном употребом за одбијање инвазија и често су служиле као краљевска резиденција за племићке породице. Те структуре представљају благо и наслеђе историјске прошлости Албаније. Прве замкове у албанским земљама подигли су Илири и Римљани, а касније Млечани и Османлије . Већина је обнављана кроз историју и различите епохе уз промену правила и прилагођавања развоју ратне технологије.
Замак Берат има дугу историју, која се може пратити још од 4. века. Након што су их Римљани спалили, зидине су поново ојачане у 5. веку под Византинцима, а касније у 15. веку од стране Османлија . Тврђава је често била оштећена, посебно током комунизма у Албанији, и реконструисана. Поседује неколико византијских цркава прошараних импресивним фрескама, муралима и иконама, док је отоманско наслеђе приказано у облицима џамија и традиционалних кућа.
Дворац Крује је типична средњовековна тврђава подигнута на стеновитом брду у Круји која је више пута одолевала напредовању Османлија за време владавине Ђерђа Кастриотија Скендербеуа . Подигнут је током 5. и 6. века, а околни зидови су ојачани са девет кула, које су служиле као осматрачница и сигнализација. Ту се и данас могу наћи остаци кућа и двораца.
Тврђаву Баштово су изградили Млечани у средњем веку на постојећој некадашњој грађевини. Налази се на веома стратешкој тачки близу ушћа реке Шкумбин близу Јадранског мора . Замак је типична венецијанска грађевина која је комбиновала готички лук са ланцем са византијским и османским утицајима.
Дворац Петреле је средњовековни замак који се налази на врху брда са погледом на Петреле и долину Ерзен . Дворац има троугласту структуру са две посматрачке куле. Рано утврђење вероватно потиче из 3. века, док је у 9. веку проширено и служило је као база Скендербегу током његове побуне против Османског царства .
Дворац Розафа је древни замак у Скадру . За замак се везује позната легенда о жени која је сахрањена у темељима замка. Простире се на стеновитом брду и са три стране је заробљено рекама Буном, Киром и Дрином . Његово садашње име, Розафа, појавило се први пут у раном средњем веку . Касније када су Османлије освојиле Балкан, дворац је претворен у џамију.
Цитадела Ђирокастре, тврђава на врху брда, доминира градским пејзажом Ђирокастре и гледа на стратешки важну руту дуж долине реке Дрино . У оквиру утврђења налази се пет кула и кућа, сахат-кула, црква, цистерна и многи други објекти.
Замак Али-паше подигнут је на малом острву дуж ушћа Вивари канала у Бутринту . Замак је добио име по албанском Али-паши од Јањине, који је владао Јанином пашаликом и чак покушао да парира Алжирском Деју на морима. Реч је о малој правоугаоној грађевини са похабаним зидовима, док су по угловима постављене две излупане округле куле са топовима на морској страни и две неправилне величине излупане четвртасте куле опремљене омчама или прозорима.
Замак Родони се налази у оквиру рта Родон у близини Јадранског мора . Његово име потиче од илирског бога Родона. Након Прве опсаде Крује и Љешке лиге, Кастриоти су одлучили да повећају утврђења за употребу против Османлија. Скендербег је изабрао Рт Родон за локацију замка и изградња је почела 1450. године.
Иако други истакнути и импресивни замкови са различитим архитектонским стиловима у Албанији укључују замак Драч, замак Канине, замак Леже, замак Лекуреси, замак Презе и тврђаву Јустинијана .

## Вернакуларна архитектура

### Куле
Куле су биле утврђене куле које су цветале између 17. и 19. века као резултат отпора османском освајању, националној ренесанси и настанку капитализма . У већини случајева имају облик проширене породичне куће. Међутим, може се наћи и кућа за два брата.
Према свом просторном и планском саставу, албанске куће су класификоване и подељене у четири велике групе:
- Куће са ватер зјарри, или огњиштем/огњиштем: Ове врсте кућа се првенствено налазе у округу Тирана и карактерише их кућа ватре ( Схтепиа е Зјаррит ), која заузима висину од два спрата, са околним подручјима која су у интеракцији око ње.
- Куће са хајатом, односно тремом: Карактеристична карактеристика овог стила је однос куће са окућницом и природним окружењем . Често су ове куће изграђене на равном терену, а приземље се користи од стране становника у пољопривредне сврхе. На пример, Шијаку кућа у Тирани је окружена зидовима од ћерпича са великом улазном капијом и скоро увек покривена једноставним кровом.
- Куће са чардаком, типом балкона који се налази на последњем спрату резервисан за госте или одмор: Највише их има у Берату, а мање у Крују и Лежи . Кардак је доминантни елемент спољне композиције зграде који се налази на главној фасади куће, првобитно дизајнираној да буде отворена. Цардак се у великој мери користи од стране становника у топлој сезони искоришћавањем природне сунчеве светлости. Такође служи као веза са другим деловима куће. Ове куће се деле на неколико подтипова: куће са чардаком на предњој страни, на једној страни или у центру. Пример таквих објеката је кућа Хајдар Сејдини у Елбасану .
- Урбана или грађанска кула : Налазе се у Ђирокастру, Берату, Крују и Скадру и користе се у одбрамбене и магацинске сврхе. Унутрашњост је показивала размере породичног богатства, док је приземље служило као сигурно место за стоку у зимском периоду и чување залиха воде за сушне летње месеце.

Јужне урбане или грађанске Куле налазе се у градовима и околини Берата, Ђирокастре, Химаре и Келцире . Куле-куле у Ђирокастру изграђене су у 13. веку пре османског освајања. Северни Куласи су јако утврђена стамбена зграда изграђена на северу Албаније и Дукађинском региону Косова . Имају мале прозоре и рупе за пуцање јер им је главна сврха била да пруже сигурност од напада. Даље су у почетку грађени од дрвета и камена, а на крају само од камена.
Прве Куле су подигнуте у 17. веку, у време када су у региону Дукађини вођене непрекидне борбе, иако је већина оних који су још увек остали из 18. или 19. века. Готово увек су грађени у оквиру комплекса зграда са различитим функцијама, али Куле у селима постоје углавном као самосталне структуре. Такође су позиционирани у оквиру комплекса зграда тако да становници имају поглед на околину. Куле у градовима се обично граде као самосталне грађевине, док се у селима чешће налазе као део већег ансамбла Кула и камених кућа, обично груписаних за породични клан којем су припадали.
Одређене Куле су коришћене као места изолације и сигурна уточишта или "закључане куле" (Кулла Нгујими) намењене особама које су биле мета крвне освете ; пример се може наћи у Тети.
Већина Кула су троспратне зграде. Карактеристична целина његовог архитектонског објекта је „Ода е Бурраве“ (Мушка одаја или сала за окупљање мушкараца), која је обично била смештена на другом спрату Куле, званој Диванхане, док је приземље служило као штала за стоку, а на првом спрату су се налазиле породичне конаке. Материјал од којег је Диванхане направљен, било дрво или камен, понекад се користи за класификацију Куласа.